# 다이안궈
다이안궈(戴安國(대안국), 1913년 11월 25일 ~ 1984년 11월 11일)는 중화민국(타이완)의 군인 겸 정치인이다.

## 생애

### 일생
중화민국 정치인 겸 혁명가 다이지타오(戴季陶)의 서자(庶子)인 그는 일본 도쿄에서 출생하여 지난날 한때 중화민국 저장성 후저우 부 우싱 구역을 거쳐 중화민국 저장성 항저우에서 잠시 유아기를 보낸 적이 있는 그는 그 후 중화민국 쓰촨성 청두에서 성장하였다.
1954년에서부터 1959년까지 5년간 중화민국 타이완 교통부 민항국 국장 직을 지낸 그는 중화민국 공군 소장 시절이던 1954년 중화민국 타이완 교통부 민항국 국장 직에 보임되었고 1956년 중화민국 공군 중장 진급한 그는 중화민국 타이완 교통부 민항국장 재직 시절이던 1958년 중화민국 공군 중장 예편하였으며 예편 후 1959년까지 중화민국 타이완 교통부 민항국 국장을 지냈고 자신의 아버지 다이지타오(戴季陶)와 생전 절친한 친구였던 장제스(蔣介石) 중화민국 타이완 총통을 의부(義父)이자 주군(主君)으로 섬기며 장제스(蔣介石)의 총애를 받았다.

### 사망
1984년 11월 11일, 위암으로 인하여 중화민국 타이완 타이베이에서 향년 71세로 사망하였다.

## 학력
- 중화민국 공군군관학교 졸업
- 미국 미주리 종합군사학원 졸업
- 자유중화민국 타이완 국방대학교 학사
- 독일 베를린 대학교 경제학과 경제학사
- 미국 공군참모대학교 졸업
- 독일 합동련합지휘참모대학교 졸업
- 독일 베를린 공과대학교 공과대학원 산업공학과 공학석사
- 독일 하이델베르크 대학교 대학원 행정학과 행정학 석사

## 가족 관계
- 아버지: 다이지타오(戴季陶) - 前 중국국민당 선전부 부장
- 적모: 뉴여우헝(鈕有恒)
  - 누나: 다이자양(戴家洋)
- 생모: 루루 미치코(津渊 美智子)
  - 본인: 다이안궈(戴安國)
  - 배우자: 예스전(葉世貞)
    - 딸: 다이쥔(戴筠) - 어린 나이에 병사
- 서모: 하야시 아이코(林 愛子)
- 서모: 시게마쓰 가네코(重松金子)